# Adrien de Valon
Pour les articles homonymes, voir Valon.
Adrien de Valon est un homme politique français né le 15 octobre 1835 à Beauvais (Oise) et décédé le 1er juillet 1902 à Cahors (Lot).

## Biographie
Il entre dans l'administration préfectorale sous le Second Empire. Secrétaire du préfet des Hautes-Alpes, il est conseiller de préfecture dans la Marne puis dans le Lot. Il est destitué après le 4 septembre 1870. Il est député du Lot de 1871 à 1889, inscrit au groupe bonapartiste de l'Appel au peuple.

## Sources
- « Adrien de Valon », dans Adolphe Robert et Gaston Cougny, Dictionnaire des parlementaires français, Edgar Bourloton, 1889-1891 [détail de l’édition]
- « Adrien de Valon », dans le Dictionnaire des parlementaires français (1889-1940), sous la direction de Jean Jolly, PUF, 1960 [détail de l’édition]